# Українська науково-дослідна програма Університету Іллінойсу в Урбана-Шампейн
Українська науково-дослідна програма Університету Іллінойсу в Урбана-Шампейн (УНДП) — автономний науково-дослідний інститут, який створено 20 лютого 1984 при Університеті Іллінойсу в Урбана-Шампейн головно для організації наукових конференцій та видаванні збірників їхніх доповідей; для допомоги дослідникам та своїм співробітникам у їхніх українознавчих дослідах; для поширення українських студій в Університеті Іллінойсу; та, для розбудови української книгозбірні в бібліотеці того ж університету. Додаткове завдання УНДП:  контактувати для співпраці як із українськими науковими організаціями та інституціями, так із неукраїнськими науковими товариствами, зокрема тими, що цікавляться українською проблематикою.
У склад першої Управи Програми ввійшли професори: Микола Брицький, Микола Голоняк, молодший, Володимир Й. Мінкович, Богдан Рубчак, Роман Е. Тимчишин і Дмитро М. Штогрин, голова.
Перша міжнародна конференція з українознавства в Урбана-Шампейні відбулася в червні 1982 року. Членами програмової комісії конференції були професор Дмитро Штогрин (Університет Урбана-Шампейн), професор Юрій Луцький (Торонтський університет) та професор Богдан Рубчак з Університету Іллінойсу у Чикаго.
У 1986 за ініціативи Дмитра Штогрина було створено фундацію для розбудови українознавчих студій в Університеті Іллінойсу, яка працює понині. Перший її голова — доктор Павло Надздікевич з Чикаґо, останні понад 20 років фундацію очолює Раїса Братків з Палатайну (Ілліной).
У 1994 створено Дмиром Штогрином університетський курс української культури; він і особисто викладав його до 2002. Нині цей курс веде викладач Володимир Чумаченко.
За 25 років у роботі українознавчих конференцій в Університеті Іллінойсу в Урбана-Шампейні взяло участь близько 2300 осіб, було прочитано 1375 доповідей, із них майже 950 — українською мовою. Доповідачі з 24 держав з п'яти континентів.
Українська науково-дослідна програма Університету Іллінойсу в Урбана-Шампейн — єдина українська університетська програма поза межами України, яка щорічно проводить міжнародні конференції, присвячені українській проблематиці.
Українська колекція у бібліотеці Університету Іллінойсу в Урбана-Шампейн налічує понад 70 тис. примірників книг та періодичних видань.